# Poul Kjærholm
Poul Kjærholm (Østervrå, 8 januari 1929 – Hillerød, 18 april 1980) was een Deens meubelontwerper.

## Levensloop
Kjærholm werd geboren in Østervrå in 1929. Op vijftienjarige leeftijd ging hij in de leer bij een timmerman. Kjærholm volgde de opleiding vormgeving en meubelmaken aan de kunstnijverheidsschool in Kopenhagen. Hier kreeg hij les van onder meer Arne Jacobsen, Hans Wegner en Jørn Utzon. In 1952 studeerde hij af en werd datzelfde jaar werkzaam als docent op de kunstacademie.
In diezelfde periode was hij werkzaam voor Hans Wegner die op dat moment internationaal doorbrak met zijn ontwerpen. Kjærholm zelf werkte op dat moment aan zijn afstudeerproject: de PK25 stoel. In 1952 werd de PK25 stoel, die vervaardigd was uit een metalen plaat en touw, tentoongesteld in het Deens Designmuseum. Dit leidde ertoe dat Kjærholm door meubelfabrikant Fritz Hansen werd uitgenodigd om daar enige materiaalexperimenten uit te voeren. Hij werkte bij Fritz Hansen hoofdzakelijk met triplex. Uiteindelijk werd geen enkel prototype in productie gebracht. De werken van Kjærholm zijn gebaseerd op het Klint-ideaal; een methode gebaseerd op de antropometrie die werd bedacht door Kaare Klint. In 1961 ontwierp Kjærholm de PK91. Dit ontwerp was gebaseerd op een kruk van Klint uit 1930.
Doordat Kjærholm voor Wegner werkzaam was geweest, was zijn werk aanvankelijk door Wegners werk geïnspireerd. Langzaamaan begon hij een eigen stijl te ontwikkelen die meer leek op het werk van Charles en Ray Eames en Jørn Utzon. Utzon was onder meer verantwoordelijk voor het ontwerp van het Sydney Opera House.
Begin jaren ’50 deed Kjærholm enkele interieurprojecten en werd hij geïnspireerd door het werk van Gerrit Rietveld. Zowel Kjærholm als Rietveld waren hun carrière begonnen als timmerman. Daarnaast waren zij beiden geïnteresseerd in het produceren van meubelen voor massaproductie. Door zijn ontwerp voor een stapelstoel met een poot in 1953, die uiteindelijk niet in productie werd genomen, verkreeg Kjærholm internationale bekendheid. Een tweede versie van deze stoel met vier poten werd tot 1955 door meubelfabrikant Sørensen geproduceerd.
Via Hans Wegner kwam Kjærholm in 1955 in contact met Ejvind Kold Christensen. Voor zijn meubelbedrijf ontwikkelde Kjærholm de PK41 tafel en PK22 loungestoel. De loungestoel is geïnspireerd op de Barcelona chair van Ludwig Mies van der Rohe. Veel van de werken van Kjærholm waren uitgevoerd in verchroomd staal. Volgens Kjærholm was het een veelzijdig materiaal dat licht mooi weerkaatste. Hij was van mening dat staal artistiek gezien even interessant was als hout.
In 1955 stopte Kjærholm als docent op de kunstnijverheidsschool. Het jaar daarna werd hij docent aan de Koninklijke Deense Academie van Beeldende Kunsten. Vanaf 1973 tot zijn dood was hij daar directeur. Kjærholm overleed op 18 april 1980 in Hillerød. Twee jaar na zijn dood bracht meubelfabrikant Fritz Hansen The Kjærholm Collection uit. Deze collectie bestaat uit ontwerpen van Kjærholm die hij maakte tussen 1951 en 1967.

## Prijzen en onderscheidingen
- Grand Prix op de triënnale van Milaan (1957)
- Lunningprijs (1958)
- Grand Prix op de triënnale van Milaan (1960)

## In media
- De PK22 loungestoel is te zien in de sciencefictionfilm Minority Report.[2]

## Galerij

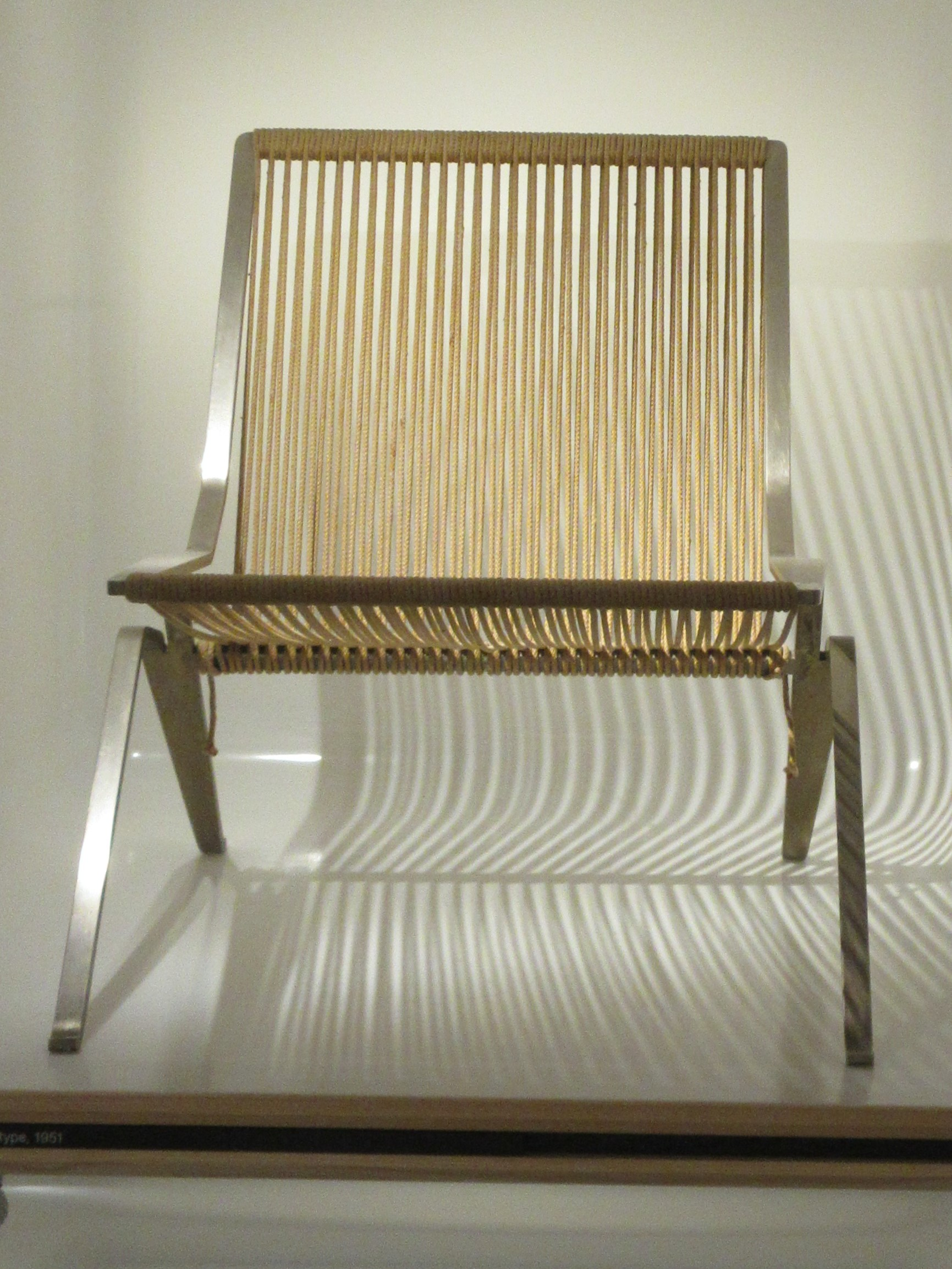
Prototype PK25 stoel (1951)
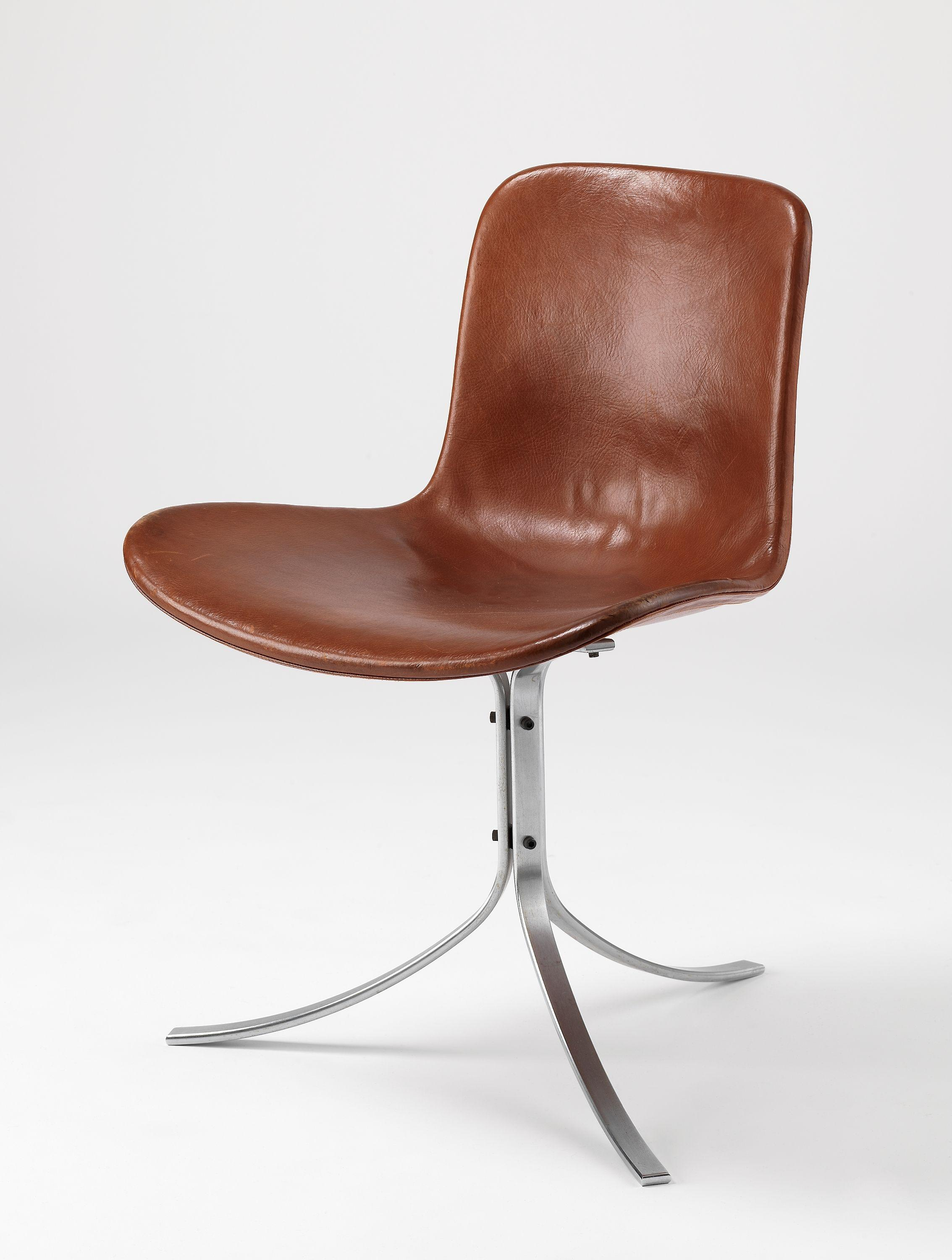
PK9 (1961)
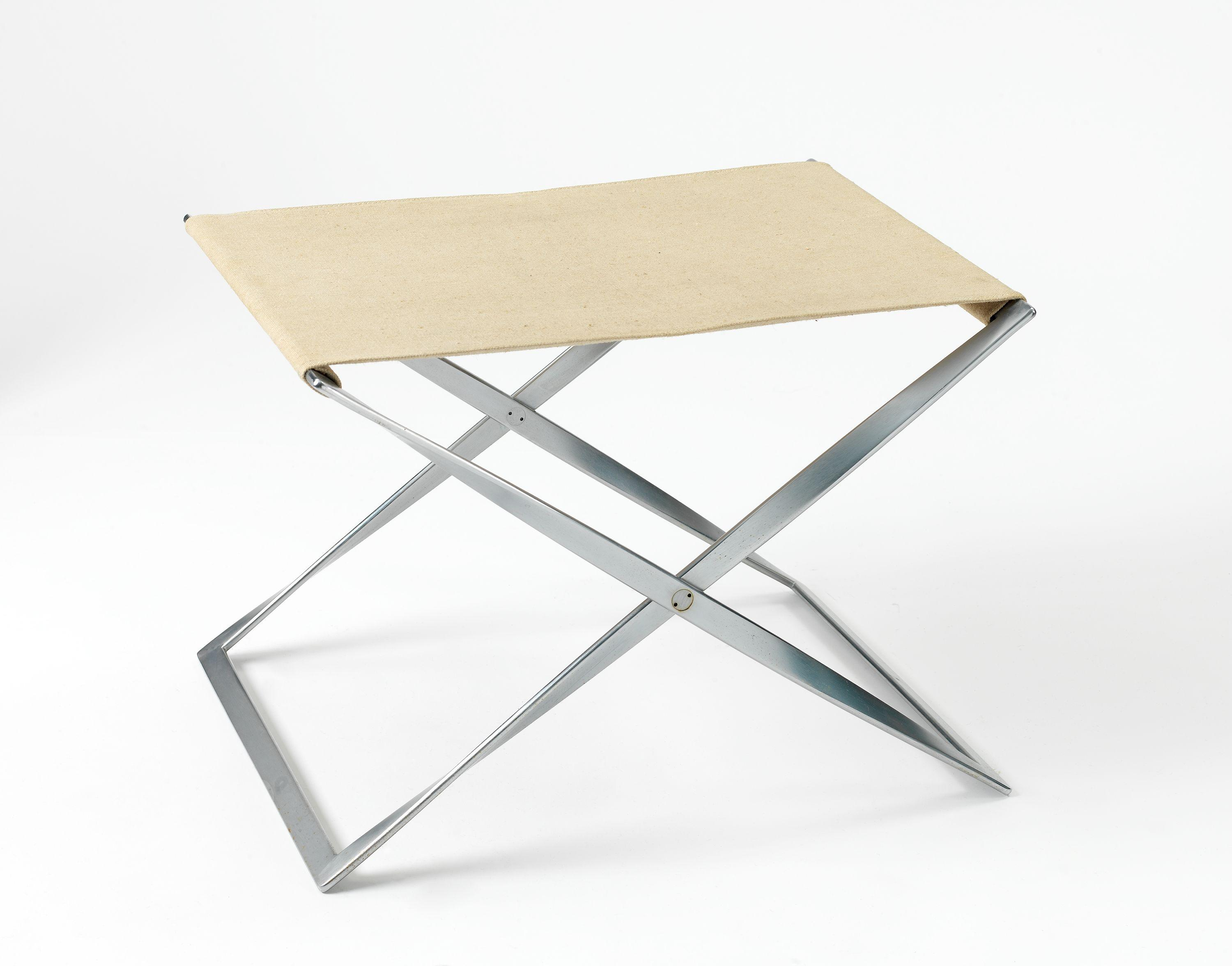
PK91 (1961)
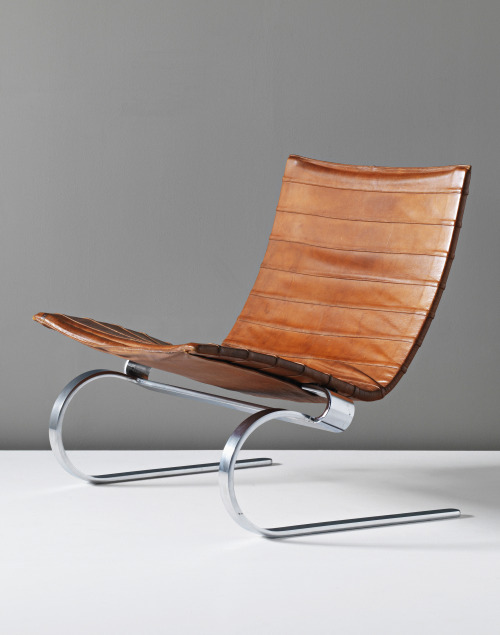
PK20 loungestoel (1968)
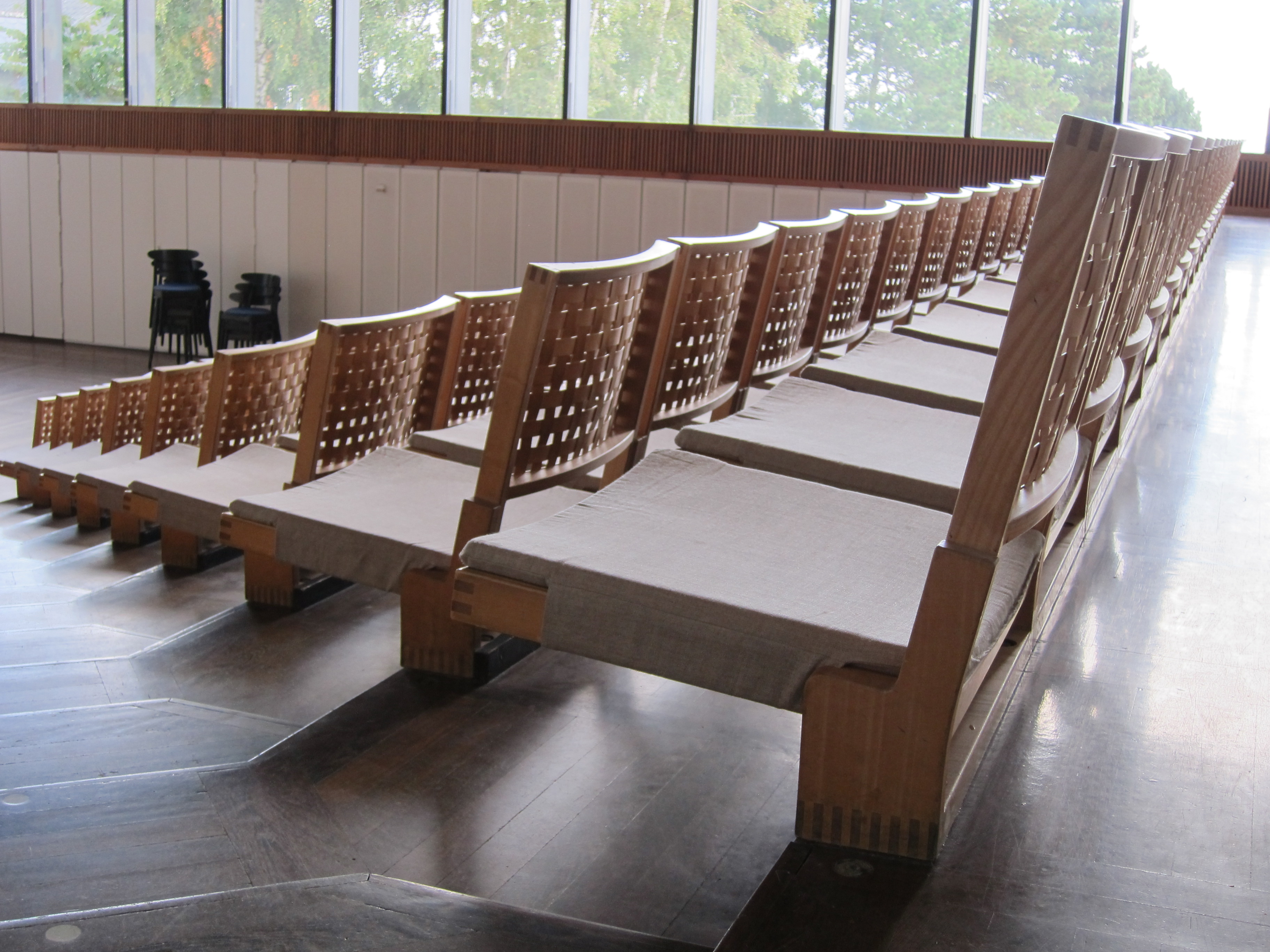
Stoelen in het Louisiana Museum (1975)